# Иконом (свещеник)
Иконом  е титла на свещеник от средния клир в православната църква.
Това е по-високата степен на протойерей.
Примерният протойерей се издига в сан свещеноиконом или ставрофорен иконом и получава специален нагръден кръст различен от свещеническия. От тук идва и името ставрофорен иконом (на гръцки: σταυρoφόρος – „крестоносецъ“), тоест иконом носещ нагръден кръст. За безупречно служение на Бога и примерен духовен живот свещеноикономът получава най-високо свещеническо звание – протопрезвитер.
Иконом, който е проявил похвална служба, става протопрезвитер.
Официалното обръщение към протойерея обикновено е „Ваше Високоблагоговейнство“, а в неформалната реч – отче.